# Saint-Laurent-Bretagne
Saint-Laurent-Bretagne är en kommun i departementet Pyrénées-Atlantiques i regionen Nouvelle-Aquitaine i sydvästra Frankrike. Kommunen ligger i kantonen Morlaàs som tillhör arrondissementet Pau. År 2022 hade Saint-Laurent-Bretagne 444 invånare.

## Befolkningsutveckling
Antalet invånare i kommunen Saint-Laurent-Bretagne
| Referens: INSEE |